# Josephine Forsman
Karin Ewa Josephine Forsman, född 20 maj 1981 i Robertsfors församling, Västerbottens län, är trumslagare i rockgruppen Sahara Hotnights. Forsman skriver tillsammans med sångerskan och gitarristen Maria Andersson bandets samtliga låtar. 
Under våren 2012 var Josephine Forsman programledare för dokumentärserien Låtarna som förändrade musiken på SVT.
Forsman är kusin på mödernet med Frida Hyvönen, också från Robertsfors.